# Projecte Xanadú
El Projecte Xanadú va ser el primer projecte d'hipertext, creat el 1960 per Ted Nelson.

## Història

### La idea
La idea de Xanadú se li va ocórrer al seu creador després d'una visita al Xerox PARC. La idea consistia en concebre un document global i únic que inclogués tot el que està escrit en el món mitjançant una gran quantitat d'ordinadors interconnectats que continguessin tot el coneixement existent o, més ben dit, la informació en forma d'hipertext.

### El nom
El nom del projecte troba el seu origen en un poema de Samuel Taylor Coleridge. Segons la interpretació que en va fer Nelson, Xanadú vol dir "aquell lloc màgic de la memòria literària on mai es perd res" (en el poema aquest nom es referia al palau de Kublai Khan, emperador dels tàtars). La idea va sorgir el 1957 i la va desenvolupar en el llibre "Literary Machines".

### Actualitat
El projecte Xanadú mai es va arribar a acabar mai però Nelson ha demostrat, gràcies a l'aparició de la World Wide Web, que la seva idea no era utòpica. De fet, actualment segueix treballant en el projecte. A més, aquestes idees han influit en l'evolució dels sistemes de l'hypertext tal com el coneixem avui en dia.
Molts sistemes posteriors han heredat l'arquitectura de Xanadú, com oer exemple:
- La World Wide Web
- Lotus Notes
- Hypercard
- Altres sistemes menys coneguts c

## Regles bàsiques d'ús
1. Cada usuari s'identifica de manera única i segura.
2. Cada servidor de Xanadú es pot utilitzar de manera independent o en xarxa.
3. Tots els usuaris poden buscar, recuperar, crear i emmagatzemar documents.
4. Cada document pot tenir enllaços de qualsevol tipus.
5. Els enllaços són visibles i es poden seguir des de qualsevol punt.
6. Cada document pot tenir un mecanisme d'ús diferent.
7. Cada document pot tenir controls d'accés segurs.
8. Tots els documents poden ser ràpidament buscats, emmagatzemats i recuperats.
9. Tots els documents es guarden automàticament per mantenir-ne la disponibilitat.
10.Cada servidor pot cobrar els seus usuaris per l'ús dels seus continguts.

## Enllaços i transclusions
Ted Nelson va concebre els ordinadors com un “mitjà”, i va buscar una generació de mitjans que superessin les limitacions del paper. Va proposar creuar i connectar tota la informació disponible i emmagatzemar-la mitjançant dos tipus de connexió:
- Enllaços: una estructura d'hipertext correctament dissenyada permetria que, encara que canviessin els documents, les connexions entre la informació es mantinguessin. Una diferència amb la World Wide Web actual, on els enllaços es trenquen contínuament.

- Transclusions: Transclusió significa “reutilització visible”. Un contingut es fa servir des de la seva ubicació original permetent el control de les peticions de l'autor. La transclusió no seria un enllaç sinó més aviat una condició: els enllaços connecten parts que són diferents, i les transclusions mostren les connexions entre parts idèntiques.

## Transcopyright
Aquest projecte pretenia crear un conjunt de documents relacionats mitjançant enllaços hipertextuals, tots disponibles. A més a més, s'afegia un sistema de gestió i pagaments dels drets d'autor. Així doncs, si algú utilitzava una obra que no era seva, la citava, o la incorporava a la seva, el sistema s'encarregava de buscar la reutilització, cobrar per l'ús i fer arribar al propietari la quantitat guanyada i l'ús de la seva obra a mans de terceres persones. Aquesta doctrina va ser anomenada transcopyright i suposava un sistema d'autoritzacions que permetia reutilitzar qualsevol fragment (de qualsevol mida) del material de qualsevol autor en un nou document.

## Consicions d'ús
Aquest projecte té com a base una filosofia d'obertura democràtica: les condicions d'accés són lliures i justes, tant per als autors com per als usuaris; qualsevol pot ubicar la seva creació a Xanadú pagant: el criteri econòmic està present i el preu dependrà del medi utilitzat i l'espai que ocupi, és a dir, pot varia segons la lògica de l'espai ocupat relacionat amb el que es paga i els recursos utilitzats.

## Referents cinematogràfics
Xanadú és una paraula molt utilitzada en el món del cinema. Les seves connotacions amb l'hipertext són referents que diversos cineastes han utilitzat per contextualitzar llocs o títols dels seus films. El cas més significatiu és el de la mansió de Charles Foster Kane al film Ciutadà Kane. La mansió s'anomena Xanadú i l'Orson Welles aprofita la paraula empreada per en Nelson per fer una crítica al magnat de la premsa escrita dels Estats Units. El film va ser dirigit, protagonitzat i produït per Orson Welles.